# Kounov (okres Rakovník)
Obec Kounov (německy Kaunowa) se nachází v okrese Rakovník, kraj Středočeský, necelých 13 km ssz. od Rakovníka. Žije zde 558 obyvatel.

## Historie
Vznik Kounova je datován mezi 11. až 12. stoletím, do období velké kolonizace, ve kterém vznikala téměř všechna sídla na Poddžbánsku. Název sídla (původně Kúnov → Kounov) se odvozuje od osobního jména Kúna, domácké podoby jména Konrád. První písemná zmínka pochází z roku 1228, kdy se jako svědek na jedné z královských listin uvádí Kuna z Kounova (Cuno de Cunowe).
Od 14. století je v Kounově doložen farní kostel, jehož podací právo náleželo králům ke Křivoklátu, ve vsi byla také dvě manství, služebná k tomuto hradu. Od konce 15. století byla ves v držení rodu Cukrů z Tamfeldu, později Nosticů. Roku 1550 tak Kounov spolu se Lhotou koupil Burjan z Nostic na Rudě. Po tomto roku 1590 zdědil panství syn Jan Adam. Za účast ve stavovském povstání opakovaně hrozila Janu Adamovi z Nostic a jeho synovi Hanušovi konfiskace majetku, nakonec však byl císařskou milostí majetek Nosticům ponechán. Po Hanušov smrti přešlo kounovské panství na jeho vdovu Annu Markétu a posléze jejich syna Heřmana Jáchyma (1675).
V roce 1678 Kounov zakoupil hrabě Jiří Ludvík ze Sinzendorfu k panství Postoloprty. Hrabě Sinzendorf byl zdatným hospodářem, který řadou výhod (osvobození od robot, právo výhostu) lákal na své državy nové přistěhovalce, což v případě Kounova prakticky znamenalo příliv německojazyčných obyvatel. Od roku 1692 Kounov náležel knížatům Schwarzenbergům v rámci panství Mšec.
Polovina 19. století byla pro celé Čechy obdobím zásadních změn – roku 1848 bylo zrušeno poddanství a robotní povinnost vůči vrchnosti, jíž byli lidé sužováni celá staletí, v roce 1850 se pak obce staly samostatnými správními jednotkami. Tyto změny pak celé oblasti umožnily značný rozvoj. Zatímco hlavním zdrojem obživy obyvatel bylo v předchozích dobách zemědělství, případně dřevařství. Ke konci 19. století se v okolí Kounova rozvíjela též těžba kamenného uhlí a lupků, významnou úlohu hrálo též pěstování chmele.
Kounov byl obcí národnostně smíšenou, např. při sčítání lidu roku 1921 měl 177 domů s 980 obyvateli, z toho 509 Čechy a 460 Němci. Po Mnichovské dohodě na podzim 1938 došlo k záboru obce nacistickým Německem, mezi Kounovem a Mutějovicemi pak načas probíhala hranice mezi Říší a Protektorátem.
Od 1. ledna 1980 do 23. listopadu 1990 k obci patřil Janov.

### Územněsprávní začlenění
Dějiny územněsprávního začleňování zahrnují období od roku 1850 do současnosti. V chronologickém přehledu je uvedena územně administrativní příslušnost obce v roce, kdy ke změně došlo:
- 1850 země česká, kraj Praha, politický i soudní okres Rakovník[6]
- 1855 země česká, kraj Praha, soudní okres Rakovník
- 1868 země česká, politický i soudní okres Rakovník
- 1878 země česká, politický i soudní okres Žatec[7]
- 1939 Sudetenland, vládní obvod Karlovy Vary, politický i soudní okres Žatec[8]
- 1945 země česká, správní i soudní okres Žatec[9]
- 1949 Ústecký kraj, okres Žatec[10]
- 1960 Středočeský kraj, okres Rakovník
- 2003 Středočeský kraj, obec s rozšířenou působností Rakovník

### Rok 1932

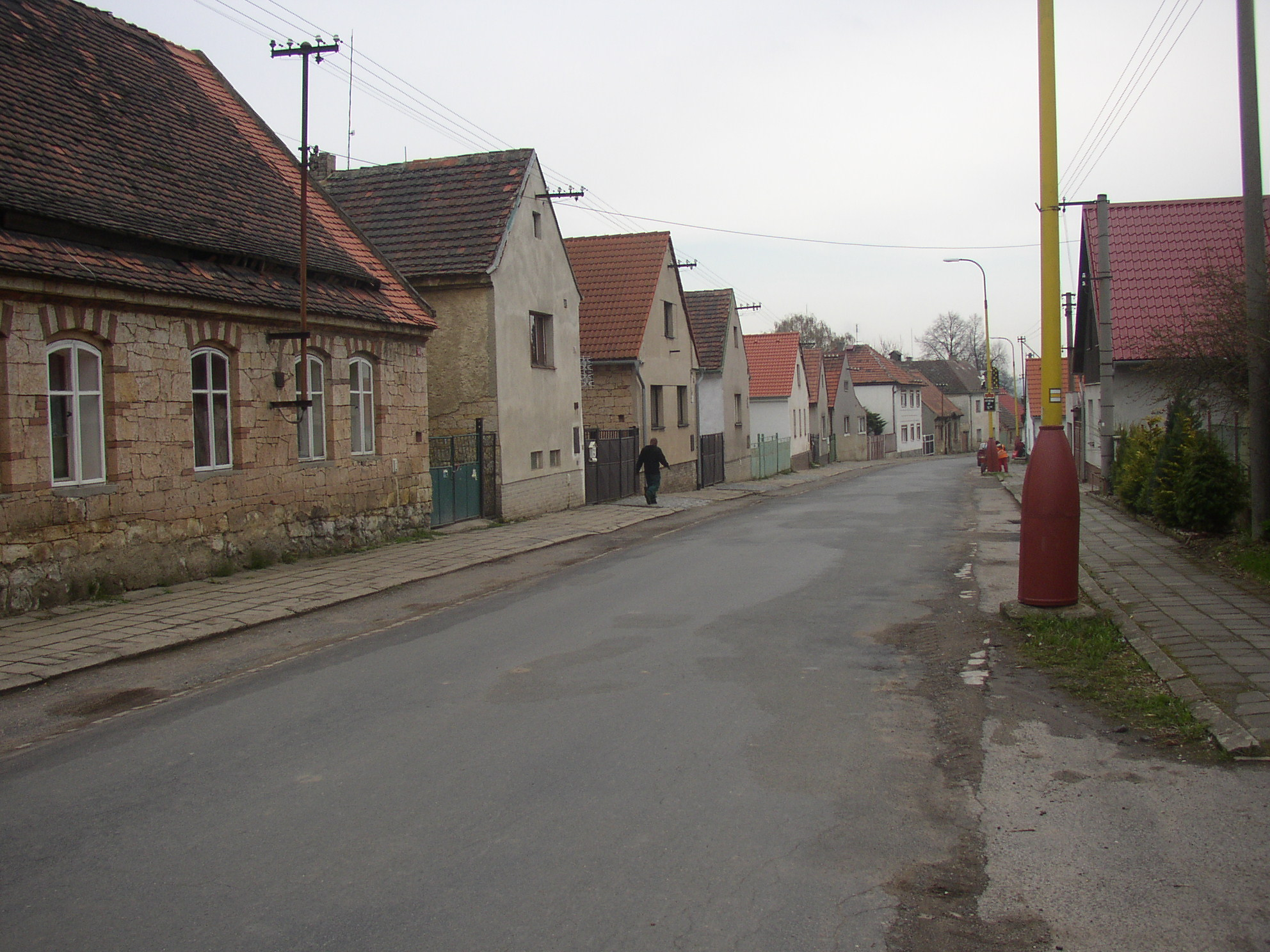
Zástavba podél hlavní ulice

V obci Kounov (něm. Kaunowa, 980 obyvatel, poštovní úřad, telegrafní úřad, telefonní úřad, četnická stanice, katol.  kostel) byly v roce 1932 evidovány tyto živnosti a obchody: lékař, bednář, cihelna, důl Adolfschaft, elektrárenské družstvo (Elektrizitätsgenossenschft für den Ort Kaunowa), 2 holiči, 6 hostinců, obchod s chmelem, kolář, 2 kováři, krejčí, 4 obuvníci, pekař, 11 rolníků, 3 řezníci, sedlář, 4 obchody se smíšeným zbožím, Spar- und Darlehenskassenverein für Kaunowa, obchod se střižním zbožím, 2 trafiky, 2 truhláři, velkostatek Polívka.

## Obyvatelstvo
Při sčítání lidu v roce 1921 zde žilo 980 obyvatel (z toho 472 mužů). Většina byla římskokatolického vyznání, ale 135 lidí se hlásilo k československé církvi, jedenáct k izraelské, dva k ostatním neuvedeným církvím a šedesát jich bylo bez vyznání. Podle sčítání lidu z roku 1930 měla vesnice 1084 obyvatel: 674 Čechoslováků, 401 Němců, tři Židy a šest cizinců. Stále výrazně převažovala římskokatolická většina, ale žili zde také dva evangelíci, 208 příslušníků církve československé, jedenáct židů, jeden člen jiných církví a 91 lidí bez vyznání.

## Pamětihodnosti
- Kamenné řady Kounov – tisíce kamenů vyrovnaných do dlouhých řad sloužící nezjištěnému účelu.
- Kostel svatého Víta severně od rybníka
- Kaple svatého Vojtěcha na severovýchod ze vsi. Ke kapli se vztahuje pověst o zázračném přivolání deště sv. Vojtěchem za jeho návratu z Říma.
- Sokolovna v Kounově
- Památné stromy:
  - Matoušův jilm, u sokolovny
  - Lípa v Kounově, u školy

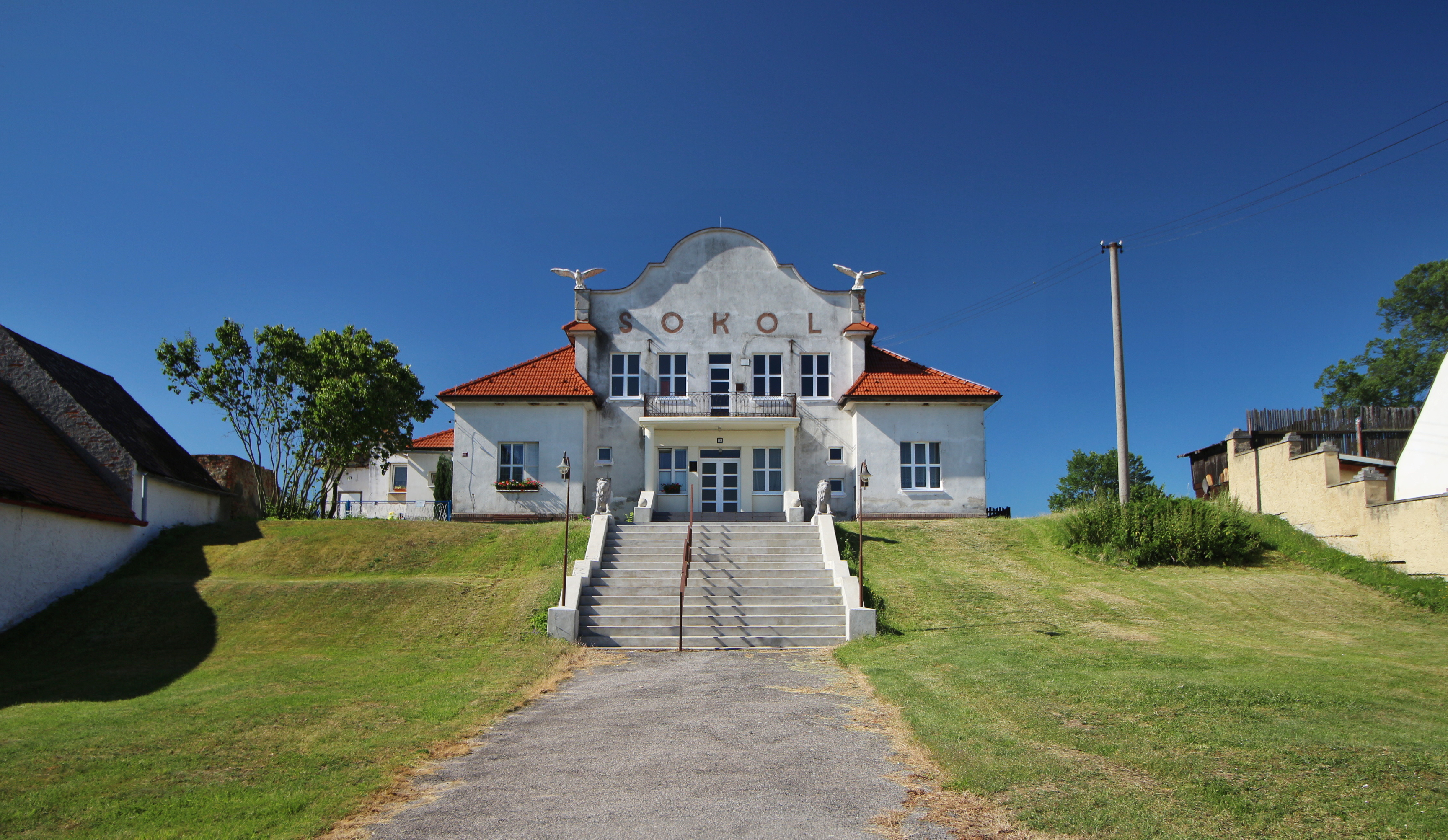
Kounovská sokolovna
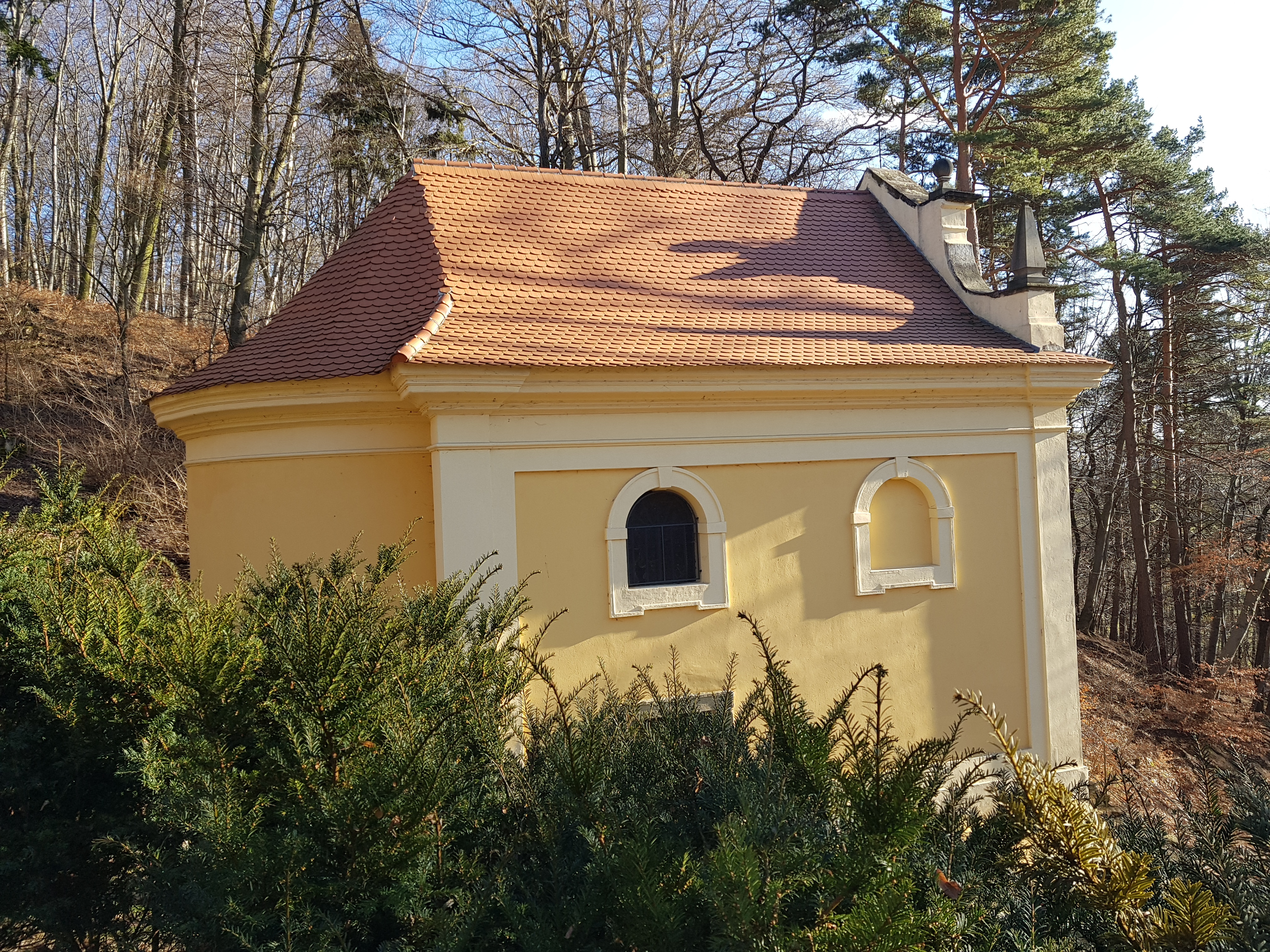
Kaple svatého Vojtěcha
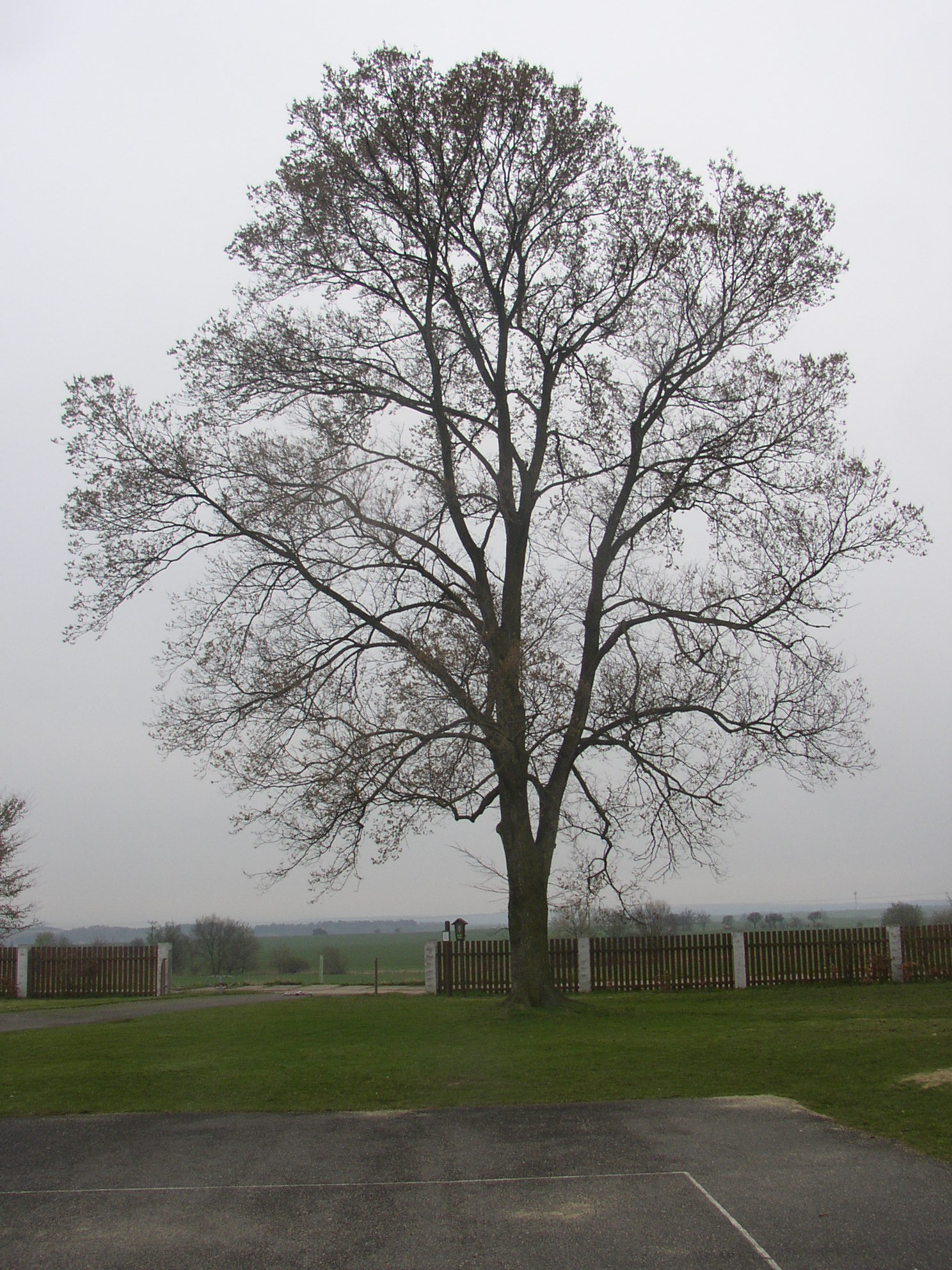
Matoušův jilm
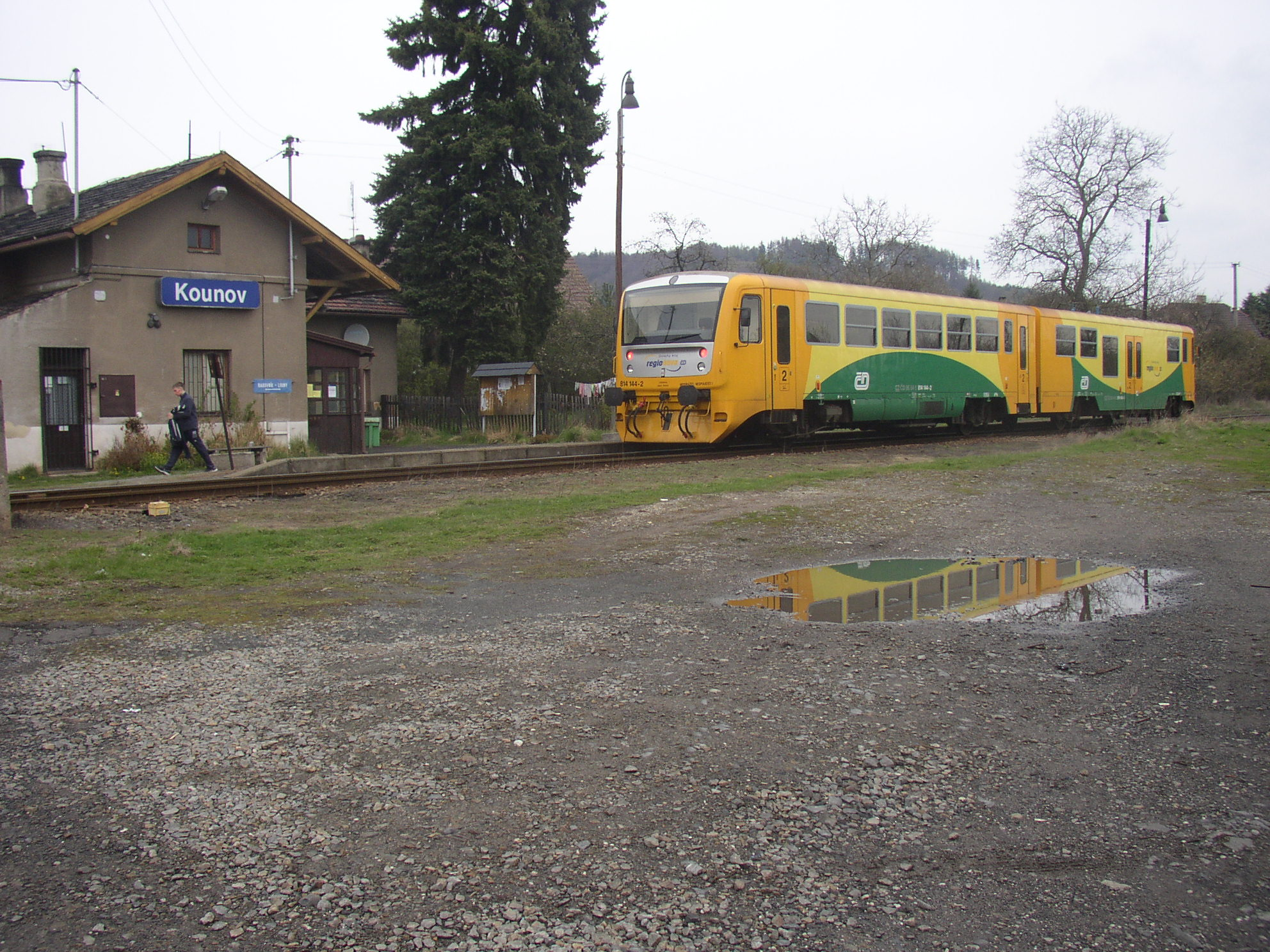
Motorová jednotka řady 814/914 v železniční zastávce Kounov

## Doprava
Dopravní síť
- Pozemní komunikace – Do obce vedou silnice III. třídy.
- Železnice – Obec Kounov leží na železniční trati 126 Rakovník – Louny – Most. Je to jednokolejná celostátní trať, doprava byla mezi Rakovníkem a Louny zahájena roku 1904. Zastávka Kounov je situována v západní části vesnice.

Veřejná doprava 2011
- Autobusová doprava – V obci zastavovaly autobusové linky jedoucí např. do těchto cílů: Louny, Mutějovice, Rakovník, Žatec.
- Železniční doprava – Po trati 126 mezi Rakovníkem a Louny jezdilo denně 10 párů osobních vlaků.